# Guerra de Toledo
La Guerra de Toledo (1835-1836), también conocida como la Guerra de Míchigan-Ohio o la Guerra Ohio-Míchigan, fue una disputa fronteriza entre el estado de Ohio y el territorio adyacente de Míchigan, sobre lo que ahora se conoce como la Franja de Toledo. El control de la desembocadura del río Maumee y las oportunidades de navegación interior que representaba, así como las buenas tierras de cultivo al oeste, eran percibidos por ambas partes como valiosos activos económicos.
Una comprensión geográfica deficiente de los Grandes Lagos ayudó a producir legislación estatal y federal conflictiva entre 1787 y 1805, y las interpretaciones variables de las leyes llevaron a los gobiernos de Ohio y Míchigan a reclamar jurisdicción sobre una región de 468 millas cuadradas (1,210 km²) a lo largo de su frontera. La situación llegó a un punto crítico cuando Míchigan solicitó la condición de estado en 1835 y buscó incluir el territorio disputado dentro de sus límites. Ambas partes aprobaron legislación para intentar forzar la rendición de la otra, y el gobernador de Ohio, Robert Lucas, y el "Joven Gobernador" de Míchigan, Stevens T. Mason, de 24 años, ayudaron a instituir penas criminales para los residentes que se sometieran a la autoridad del otro. Ambos estados desplegaron milicias en lados opuestos del río Maumee cerca de Toledo; sin embargo, aparte de provocaciones mutuas, hubo poca interacción entre las dos fuerzas. La única confrontación militar de la "guerra" terminó con un informe de disparos al aire, sin causar bajas. La única sangre que se derramó fue el apuñalamiento no mortal de un oficial de policía.
Durante el verano de 1836, el Congreso de los Estados Unidos propuso un compromiso por el cual Míchigan renunciaría a su reclamación sobre la franja a cambio de su condición de estado y las tres cuartas partes restantes de la Península Superior. Posteriormente, la riqueza mineral de la región norteña se convirtió en un activo económico para Míchigan; no obstante, en ese momento, el compromiso se consideraba un mal trato para el nuevo estado, y los votantes en una convención de estado en septiembre lo rechazaron rotundamente. Pero en diciembre, enfrentando una crisis financiera grave y la presión del Congreso y del presidente Andrew Jackson, el gobierno de Míchigan convocó otra convención (llamada la "Convención de Frostbitten"), que aceptó el compromiso; de esta manera, se dio por resuelta la Guerra de Toledo.

## Origen

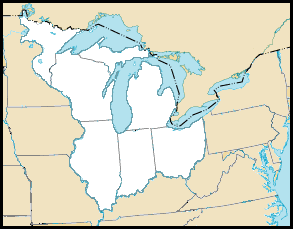
Mapa del Territorio del Noroeste establecido por el Congreso de la Confederación en la Ordenanza Noroeste, mostrado con las fronteras estatales actuales y la relación espacial correcta entre los lagos Míchigan y Erie.

En 1787, el Congreso de la Confederación promulgó la Ordenanza Noroeste, que creó el Territorio del Noroeste en lo que ahora es el Medio Oeste superior de los Estados Unidos. La Ordenanza especificaba que el territorio eventualmente se dividiría en "no menos de tres ni más de cinco" futuros estados. Una de las fronteras entre ellos sería "una línea este-oeste trazada a través de la curva o extremo sur del lago Míchigan". Cuando el Congreso aprobó la Ley Habilitante de 1802, que autorizaba a Ohio a comenzar el proceso para convertirse en un estado de EE. UU., el lenguaje que definía la frontera norte de Ohio elaboró sobre eso, pero era fundamentalmente el mismo: "una línea este-oeste trazada a través del extremo sur del lago Míchigan, corriendo hacia el este... hasta que se cruce con el lago Erie o la línea territorial [con la Norteamérica británica, actual Canadá], y de allí con la misma a través del lago Erie hasta la línea de Pensilvania".

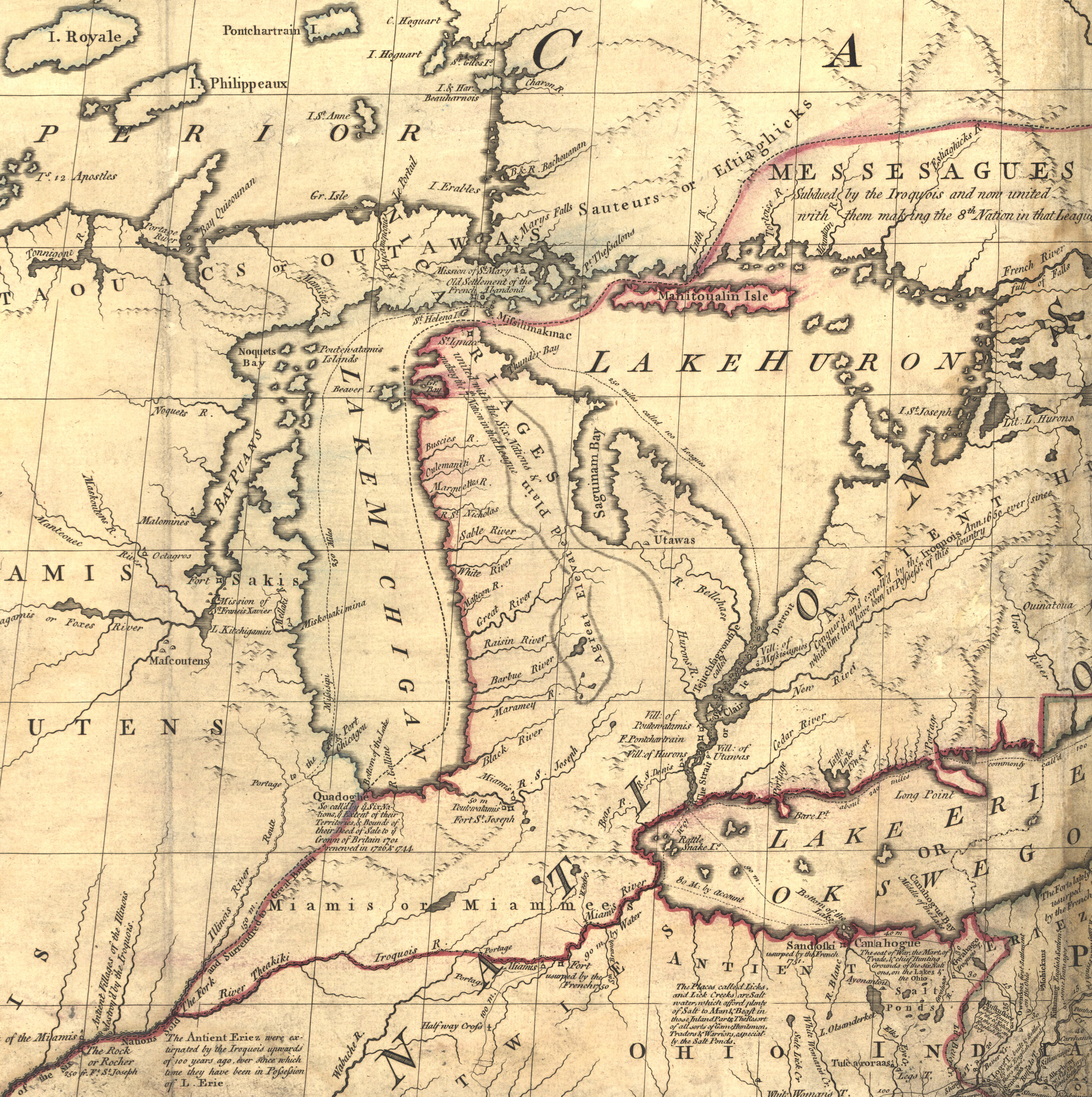
Mapa de Mitchell de la región, de finales del, utilizado para crear la Línea de la Ordenanza de 1787. La punta sur del lago Míchigan se muestra como más al norte que el lago Erie.

El mapa más respetado de la época, el "Mapa de Mitchell", mostraba el extremo sur del lago Míchigan a una latitud al norte de la desembocadura del río Detroit, lo que sugería que una línea este-oeste no se cruzaría con el lago Erie en absoluto, hasta bien entrado el territorio internacional. Los redactores de la Constitución de Ohio de 1802, por lo tanto, creían que la intención del Congreso era que la frontera norte de Ohio estuviera ciertamente al norte de la desembocadura del río Maumee, y posiblemente incluso del río Detroit. De este modo, Ohio tendría acceso a la mayor parte o toda la costa del lago Erie al oeste de Pensilvania, y cualquier otro estado nuevo tallado en el Territorio del Noroeste tendría acceso solo a los lagos Míchigan, Huron o Superior.
Sin embargo, los delegados supuestamente recibieron informes de un trampero que indicaban que el lago Míchigan se extendía de forma significativa más al sur de lo que se había creído (o mapeado) con anterioridad. Así, era posible que una línea este-oeste que se extendiera al este desde el extremo sur del lago Míchigan se cruzara con el lago Erie en algún lugar al sureste de la bahía de Maumee, o peor aún, podría no cruzarse con el lago en absoluto; cuanto más al sur se extendiera el lago Míchigan, más tierra perdería Ohio, posiblemente incluso toda la costa del lago Erie al oeste de Pensilvania.
Para abordar esta contingencia, los delegados de Ohio incluyeron una disposición en el borrador de la constitución de Ohio que, si este informe sobre la posición del lago Míchigan era correcto, la línea fronteriza del estado estaría ligeramente inclinada hacia el noreste para intersectar el lago Erie en el "cabo más al norte de la bahía de Miami [Maumee]". Esta disposición garantizaría que la mayor parte de la cuenca del río Maumee y la costa sur del lago Erie al oeste de Pensilvania cayeran en Ohio. El Congreso de los Estados Unidos aceptó el borrador de la constitución con esta disposición fue aceptado; sin embargo, antes de la admisión de Ohio en la Unión en febrero de 1803, la constitución propuesta fue remitida a un comité del Congreso. El informe del comité afirmaba que la cláusula que definía la frontera norte dependía de "un hecho aún no determinado" (la latitud del extremo sur del lago Míchigan), y los miembros "pensaron que no era necesario tomarlo [la disposición] en consideración en ese momento".
Cuando el Congreso creó el Territorio de Míchigan en 1805, empleó el lenguaje de la Ordenanza del Noroeste para definir la frontera sur del territorio, sin tener en cuenta esa disposición en la constitución de Ohio. Esta diferencia y sus posibles ramificaciones aparentemente pasaron desapercibidas en ese momento, pero estableció la base legal para el conflicto que estallaría 30 años después.

## Creación de la Franja de Toledo

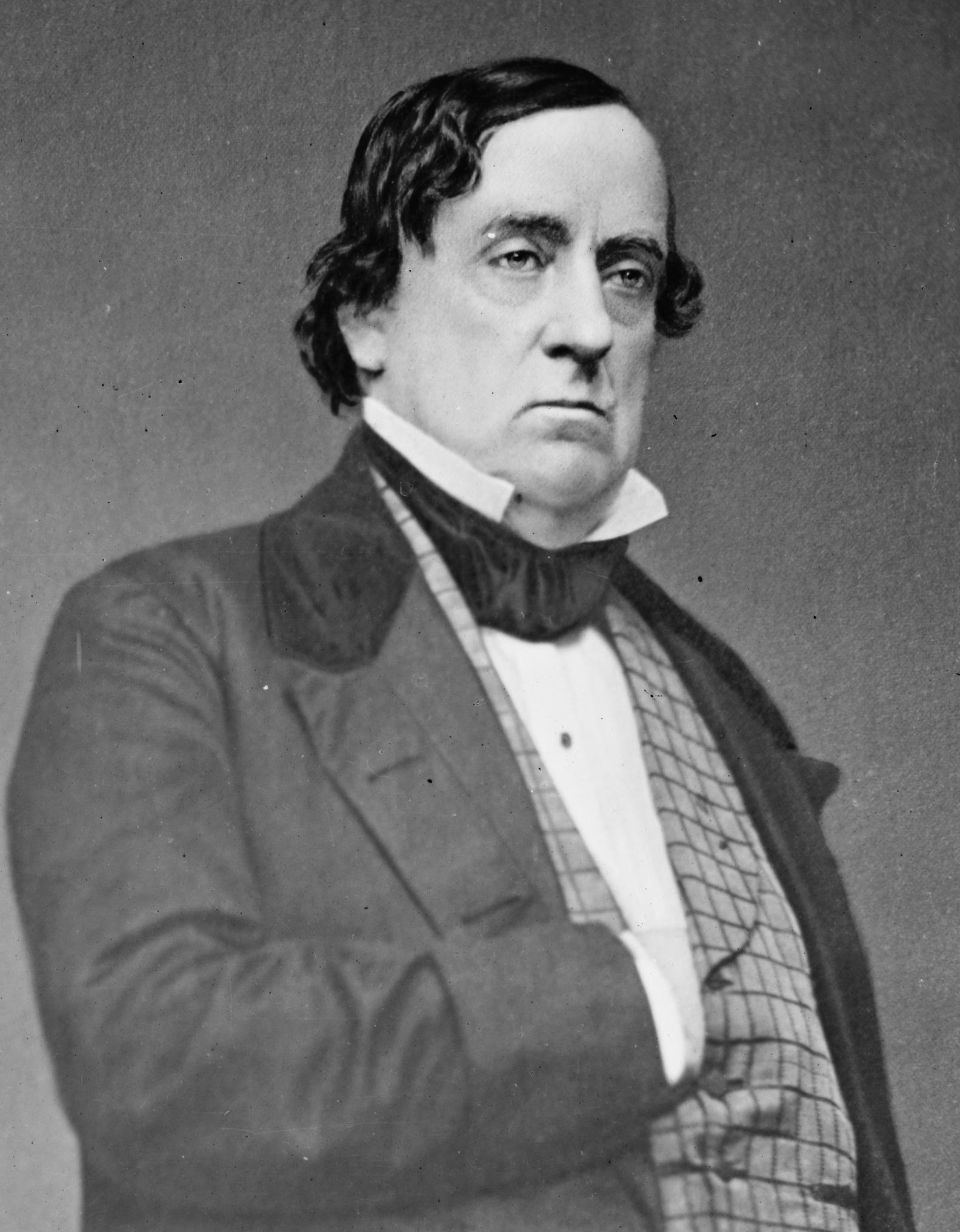
Gobernador del Territorio de Míchigan, Lewis Cass (1813-1831).

La ubicación de la frontera fue disputada durante todo el siglo XIX. Los residentes del Puerto de Miami, que luego se convertiría en Toledo, instaron al gobierno de Ohio a resolver el problema fronterizo. A su vez, la legislatura de Ohio aprobó resoluciones y solicitudes repetidas pidiendo al Congreso que abordara el asunto. En 1812, el Congreso aprobó una solicitud para una encuesta oficial de la línea. Retrasada por la Guerra de 1812, solo después de la admisión de Indiana a la Unión en 1816 se comenzó a trabajar en la encuesta. En ese momento, la frontera entre Míchigan e Indiana se alteró desde la línea de la Ordenanza del Noroeste, moviéndola 10 millas (16 km) hacia el norte para darle al nuevo estado una gran extensión frente al lago Míchigan, lo cual fue motivo de protesta para el Territorio de Míchigan.
El Agrimensor General de los EE. UU., Edward Tiffin, responsable de la encuesta, era un exgobernador de Ohio y empleó a William Harris para encuestar no la Línea de la Ordenanza, sino la línea descrita en la Constitución de Ohio de 1802. Cuando se completó, la "Línea Harris" colocó la desembocadura del río Maumee completamente en Ohio, como pretendían los redactores de la constitución del estado. Cuando se hicieron públicos los resultados de la encuesta, el gobernador territorial de Míchigan, Lewis Cass, objetó al escribir en una carta a Tiffin que la encuesta estaba sesgada a favor de Ohio y "solo está añadiendo fuerza al fuerte, y haciendo al débil aún más débil".

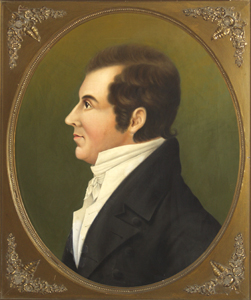
Exgobernador de Ohio y Encuestador General de los EE. UU., Edward Tiffin, quien encargó la encuesta de la línea Harris.

En respuesta, Míchigan encargó una segunda encuesta que fue realizada por John A. Fulton. La encuesta de Fulton se basó en la Línea de la Ordenanza original de 1787, y después de medir la línea hacia el este desde el lago Míchigan hasta el lago Erie, encontró que la frontera de Ohio se encontraba justo al sureste de la desembocadura del río Maumee. La región entre las líneas de las encuestas de Harris y Fulton formó lo que ahora se conoce como la "Franja de Toledo". Esta franja de tierra entre el norte de Ohio y el sur de Míchigan abarcaba una región de cinco a ocho millas (8 a 13 km) de ancho, sobre la cual ambas jurisdicciones reclamaron soberanía. Mientras que Ohio se negó a ceder su reclamación, Míchigan ocupó silenciosamente la zona durante los siguientes años, estableciendo gobiernos locales, construyendo carreteras y recaudando impuestos en toda el área.

### Relevancia económica
La Franja de Toledo era y continúa siendo una área de importancia comercial. Antes del auge de la industria ferroviaria, los ríos y canales eran las principales "autopistas del comercio" en el Medio Oeste estadounidense. Una pequeña pero importante parte de la Franja, el área alrededor de la actual Toledo y la bahía de Maumee, caía dentro del Gran Pantano Negro, y esta área era casi imposible de navegar por carretera, especialmente después de las lluvias de primavera y verano. Al desembocar en el lago Erie, el río Maumee no estaba necesariamente bien adaptado para barcos grandes; sin embargo, proporcionaba una conexión fácil con Fort Wayne en Indiana. En ese momento, había planes para conectar el río Misisipi y los Grandes Lagos a través de una serie de canales. Uno de esos sistemas de canales aprobados por la legislatura de Ohio en 1825 fue el Canal Miami y Erie, que incluía una conexión con el río Ohio y una salida al lago Erie a través del río Maumee.
Durante el conflicto por la Franja de Toledo, se construyó el Canal de Erie, que unía la ciudad de Nueva York y la costa este con los Grandes Lagos en Buffalo. El canal se concluyó en 1825 y de inmediato se convirtió en una ruta principal para el comercio y la migración. El maíz y otros productos agrícolas (del Medio Oeste) podían ser enviados a los mercados del este a un costo mucho menor que la ruta antigua a lo largo del río Misisipi. Además, la migración de colonos al Medio Oeste aumentó drásticamente después de que se terminó el canal, lo hizo que Buffalo y otras ciudades portuarias se convirtieran en ciudades en auge.
El éxito del Canal Erie inspiró muchos otros proyectos de canales. Debido a que el extremo occidental del lago Erie ofrecía la ruta terrestre más corta hacia las fronteras de Indiana e Illinois, el puerto de Maumee se percibía como un sitio de importancia inmediata y gran valor. Detroit estaba a 20 millas (32 km) río arriba desde el lago Erie, y enfrentaba la difícil barrera del Gran Pantano Negro hacia el sur. Debido a esto, Detroit era menos adecuada para nuevos proyectos de transporte como los canales, y más tarde los ferrocarriles, que Toledo. Desde esta perspectiva sobre el Medio Oeste en rápido desarrollo de las décadas de 1820 y 1830, ambos estados tenían mucho que ganar controlando la tierra en la Franja de Toledo.
Además, la Franja al oeste del área de Toledo es buena para la agricultura, debido a su suelo de marga bien drenado y fértil. El área había producido durante muchos años grandes cantidades de maíz y trigo por acre. Míchigan y Ohio querían lo que parecía ser estratégica y económicamente destinado a convertirse en un puerto importante y tierras agrícolas prósperas.

## Preludio al conflicto

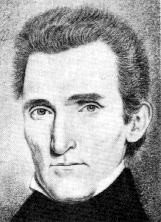
Robert Lucas, gobernador de Ohio (1832–1836)

En 1820-1821, las encuestas de tierras federales habían llegado al área disputada desde dos direcciones, progresando hacia el sur desde una línea base en Míchigan y hacia el norte desde una en Ohio. Por razones desconocidas, el Agrimensor General Tiffin ordenó que las dos encuestas se cerraran en la línea de la Ordenanza del Noroeste (línea de Fulton), en lugar de la línea de Harris, tal vez apoyando implícitamente las reclamaciones de Míchigan sobre las de Ohio. Así, los municipios establecidos al norte de la línea asumieron que eran parte del Territorio de Míchigan. A principios de la década de 1820, el creciente Territorio de Míchigan alcanzó el umbral mínimo de población de 60,000 para calificar para la condición de estado. Cuando intentó celebrar una convención constitucional estatal en 1833, el Congreso rechazó la solicitud debido a la aún disputada Franja de Toledo.

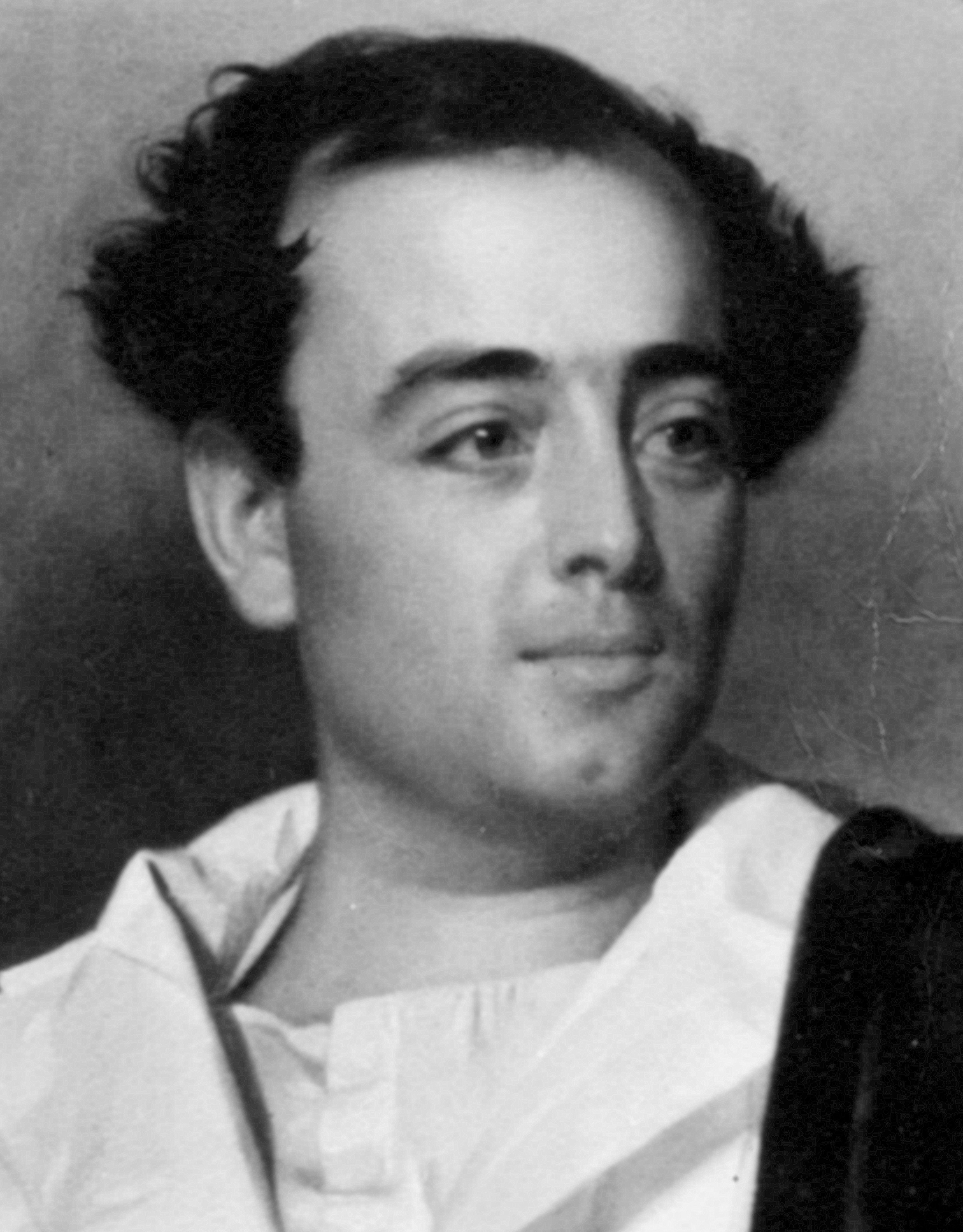
Stevens T. Mason, gobernador del Territorio de Míchigan (1832–1839)

Ohio afirmó que la frontera estaba firmemente establecida en su constitución y, por lo tanto, los ciudadanos de Míchigan eran simplemente intrusos; el gobierno estatal se negó a negociar el asunto con ellos. La delegación del Congreso de Ohio estuvo activa en bloquear la admisión de Míchigan como estado, cabildeando a otros estados para que votaran en contra. En enero de 1835, frustrado por el estancamiento político, el gobernador territorial de Míchigan, Stevens T. Mason, convocó una asamblea constituyente para mayo de ese año, a pesar de la negativa del Congreso a aprobar una ley habilitante que autorizara una.
En febrero de 1835, Ohio aprobó una legislación que establecía gobiernos de condado en la Franja. El condado en el que se encontraba Toledo se nombraría más tarde, en 1835, en honor al gobernador en funciones, Robert Lucas, lo que exacerbó aún más las crecientes tensiones con Míchigan. También durante este período, Ohio intentó usar su poder en el Congreso para revivir un proyecto de ley fronterizo previamente rechazado que formalmente establecería la frontera estatal en la Línea Harris.
Míchigan, liderado por el joven y impulsivo Mason, respondió con la aprobación de la Ley de Dolores y Penalidades (Pains and Penalties Act) solo seis días después de la formación del condado de Lucas. La ley convirtió en delito que los habitantes de Ohio realizaran acciones gubernamentales en la Franja, bajo pena de una multa de hasta $1,000 (equivalente a $30,000 en 2023), hasta cinco años de prisión con trabajos forzados, o ambas. En su función como comandante en jefe del territorio, Mason nombró al general de brigada Joseph W. Brown de la Tercera Brigada de los EE. UU. para dirigir la milicia estatal, con instrucciones de estar preparado para actuar contra los invasores de Ohio. Lucas obtuvo la aprobación legislativa para una milicia propia y pronto envió fuerzas a la zona de la Franja. La Guerra de Toledo había comenzado.
El expresidente de los Estados Unidos John Quincy Adams, quien en ese momento representaba a Massachusetts en el Congreso, apoyó la reclamación de Míchigan. En 1833, cuando el Congreso rechazó la solicitud de Míchigan para una convención, Adams resumió su opinión sobre la disputa: "Nunca en el transcurso de mi vida he conocido una controversia en la que todos los derechos estuvieran tan claramente de un lado y todo el poder de manera abrumadora del otro".

## La guerra

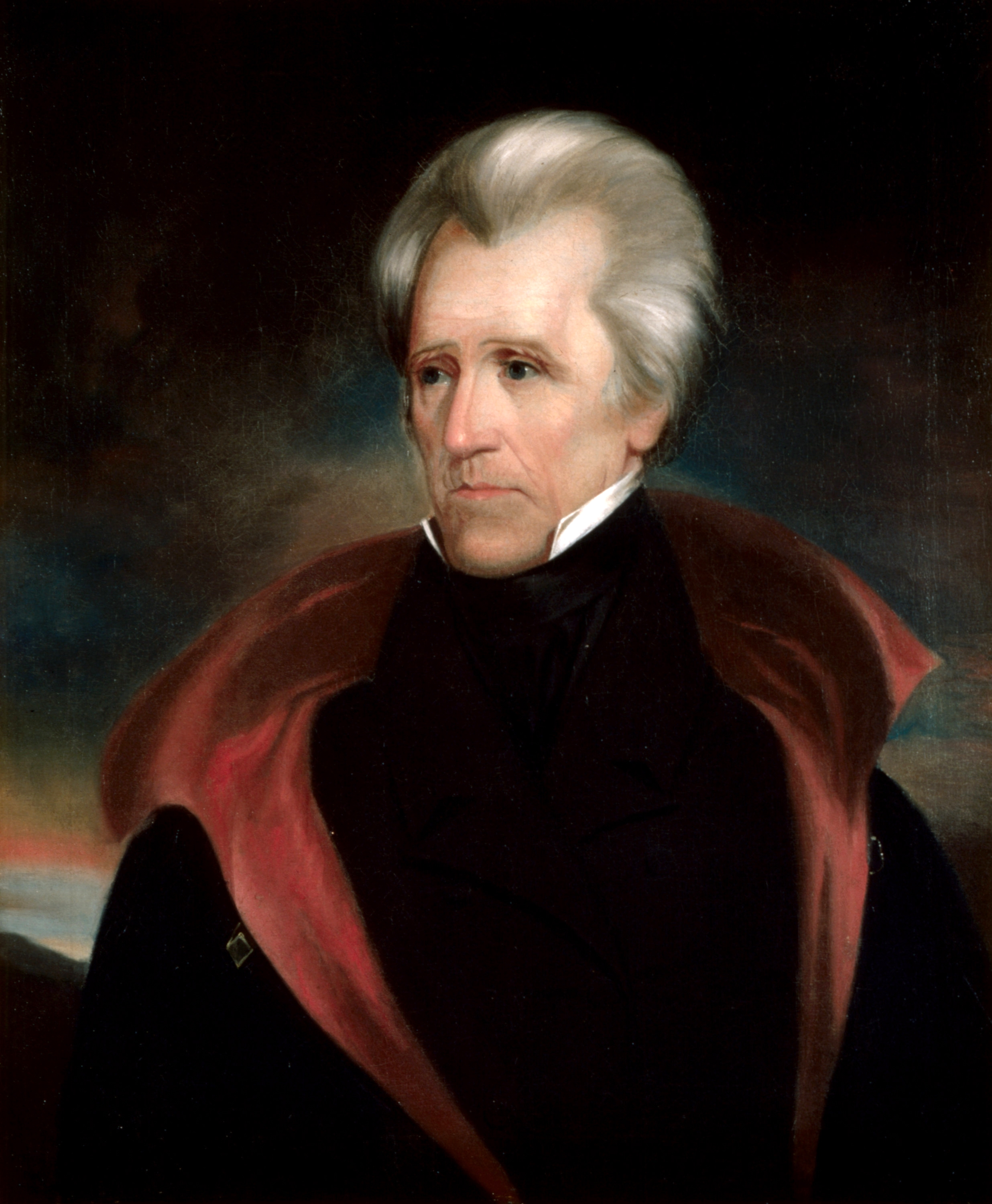
Presidente de los Estados Unidos, Andrew Jackson, quien se puso del lado de Ohio en el conflicto y destituyó a Mason como gobernador.

Actuando como comandante en jefe de la milicia de Ohio, el gobernador Lucas, junto con el general John Bell y unos 600 milicianos completamente armados, llegaron a Perrysburg, Ohio, a 10 millas (16 km) al suroeste de Toledo, el 31 de marzo de 1835. Poco después, el gobernador Mason y el general Brown llegaron a ocupar la ciudad de Toledo propiamente dicha con alrededor de 1,000 hombres armados, con la intención de evitar avances de Ohio en el área de Toledo y detener más demarcaciones fronterizas.

### Intervención presidencial
En un intento desesperado por evitar una batalla armada y evitar la crisis política resultante, el presidente de los Estados Unidos, Andrew Jackson, consultó a su fiscal general, Benjamin Butler, sobre su opinión legal sobre la disputa fronteriza. En ese momento, Ohio era un poder político en crecimiento en la Unión, con 19 representantes en el Congreso y dos senadores. En contraste, Míchigan, aún un territorio, tenía solo un delegado sin derecho a voto. Ohio era un estado pendular en las elecciones presidenciales, y perder sus votos electorales habría sido devastador para el incipiente Partido Demócrata. Jackson calculó que lo mejor para su partido era mantener la Franja de Toledo como parte de Ohio. Sin embargo, Butler sostuvo que hasta que el Congreso dictara lo contrario, la tierra pertenecía legítimamente a Míchigan. Esto presentó un dilema político para Jackson que lo impulsó a tomar medidas que influirían en el resultado.

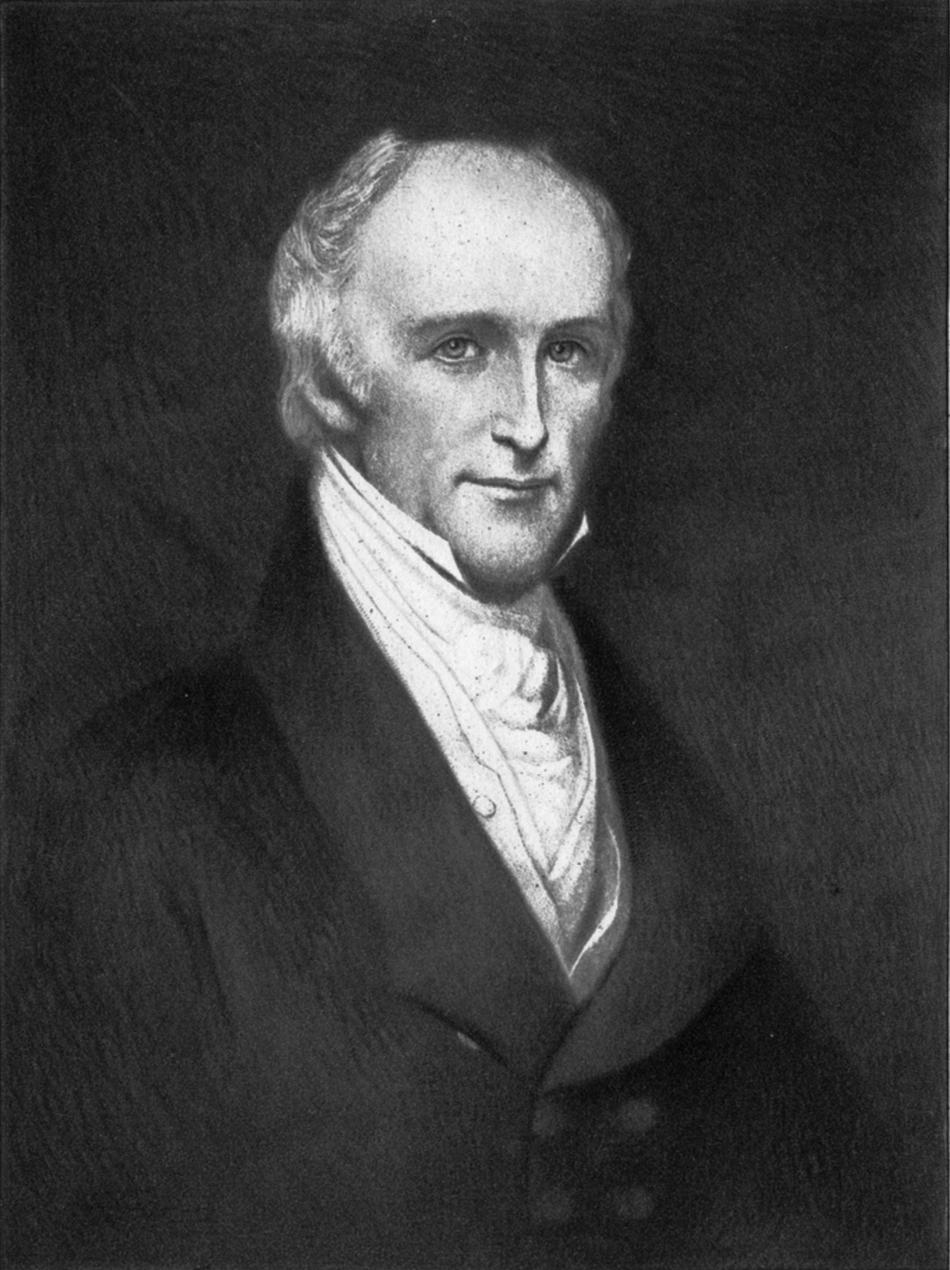
Richard Rush de Pensilvania, representante del presidente Jackson que ayudó a presentar un compromiso a ambos gobernadores.

El 3 de abril de 1835, Jackson envió a dos representantes desde Washington D. C., Richard Rush de Pensilvania y Benjamin Chew Howard de Maryland, a Toledo para arbitrar el conflicto y presentar un compromiso a ambos gobiernos. La propuesta, presentada el 7 de abril, recomendó que se iniciara una nueva encuesta para marcar la Línea Harris sin más interrupciones por parte de Míchigan, y que los residentes de la región afectada pudieran elegir sus propios gobiernos estatales o territoriales hasta que el Congreso pudiera resolver definitivamente el asunto.
Lucas aceptó a regañadientes la propuesta y comenzó a disolver su milicia, creyendo que el debate estaba resuelto. Tres días después, se celebraron elecciones en la región bajo la ley de Ohio. Mason rechazó el acuerdo y continuó preparándose para un posible conflicto armado.
Durante las elecciones, los funcionarios de Ohio fueron hostigados por las autoridades de Míchigan, y los residentes de la zona fueron amenazados con arresto si se sometían a las autoridades de Ohio. El 8 de abril de 1835, el sheriff del condado de Monroe, Míchigan, llegó a la casa del mayor Benjamin F. Stickney, un partidario de Ohio. En el primer contacto entre los partidarios de Míchigan y la familia Stickney, el sheriff arrestó a dos habitantes de Ohio bajo la Ley de Dolores y Penalidades por haber votado en las elecciones de Ohio.

### Batalla de Phillips Corners

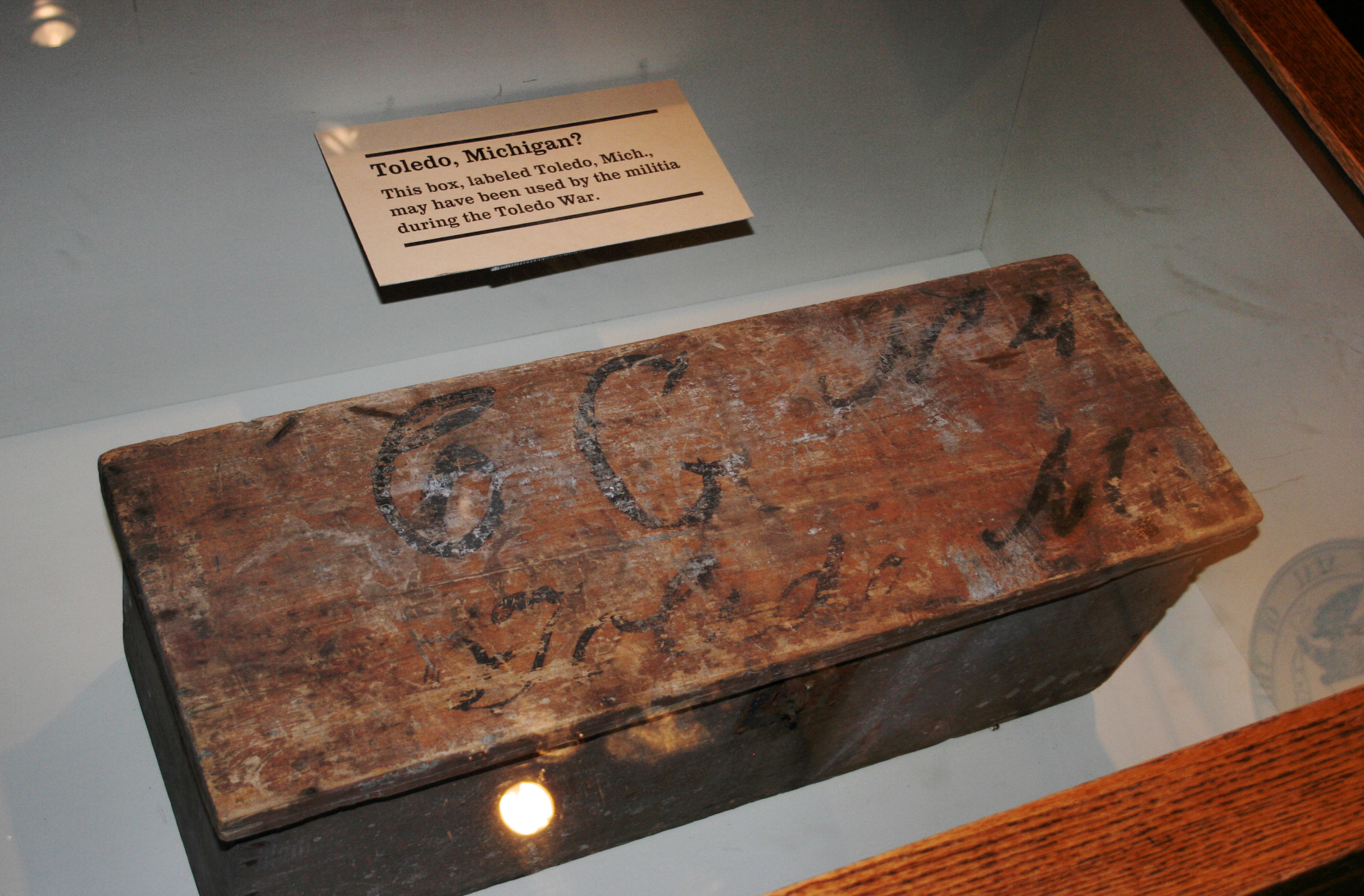
Una caja etiquetada "Toledo, Mi" que pudo haber sido utilizada por la Milicia de Míchigan durante la Guerra de Toledo.

Después de la elección, Lucas creyó que las acciones de los comisionados habían aliviado la situación y una vez más envió topógrafos para marcar la Línea Harris. El proyecto procedió sin incidentes graves hasta el 26 de abril de 1835, cuando el grupo de topografía fue atacado por 50 a 60 miembros de la milicia del general Brown en la Batalla de Phillips Corners. Como el único sitio de conflicto armado, el nombre de la batalla a veces se usa como sinónimo de toda la Guerra de Toledo.

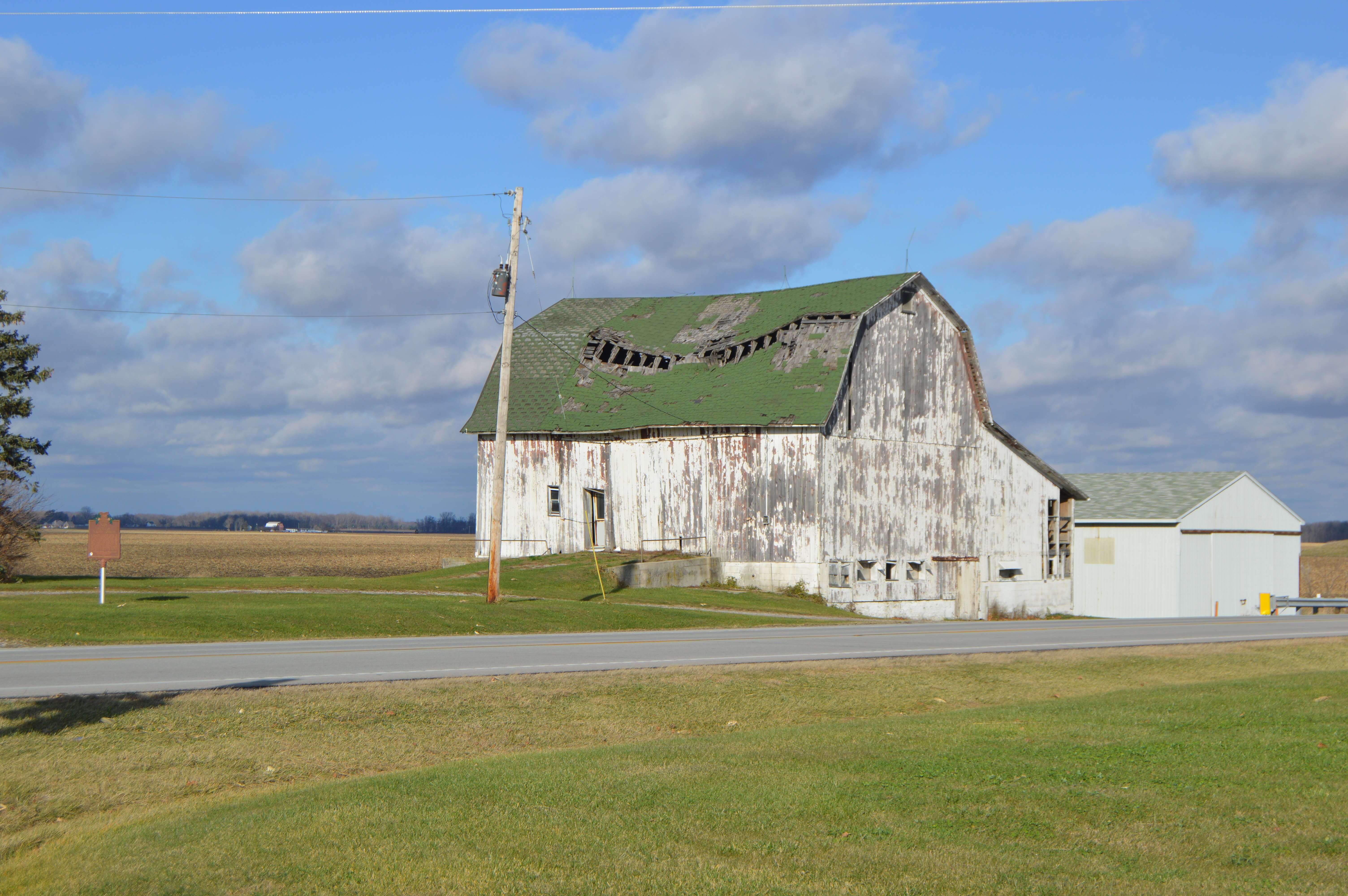
Lugar de la Batalla de Phillips Corners, 26 de abril de 1835.

Los topógrafos escribieron a Lucas después de observar "las bendiciones del sábado", cuando las fuerzas de la milicia de Míchigan les aconsejaron retirarse. En la persecución que siguió, "nueve de nuestros hombres, que no dejaron el campo a tiempo después de ser disparados por el enemigo, con treinta a cincuenta disparos, fueron hechos prisioneros y llevados a Tecumseh, Míchigan". Si bien los detalles del ataque son disputados (Míchigan afirmó que no disparó tiros, solo disparó algunas rondas de mosquete al aire mientras el grupo de Ohio se retiraba), la batalla enfureció aún más a los habitantes de Ohio y Míchigan y llevó a ambas partes al borde de una guerra total.

### Derramamiento de sangre en 1835

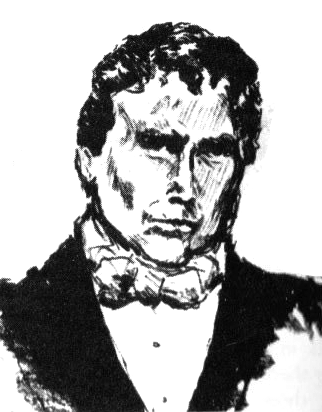
Habitante de Ohio Two Stickney, quien causó la única lesión grave en la Guerra de Toledo al apuñalar a un ayudante del sheriff de Míchigan.

En respuesta a las acusaciones de que la milicia de Míchigan había disparado contra habitantes de Ohio, Lucas convocó una sesión especial de la legislatura de Ohio el 8 de junio para aprobar varios actos controvertidos, incluida la designación de Toledo como sede del condado de Lucas, el establecimiento de un Tribunal de Apelaciones Comunes en la ciudad, una ley para prevenir el secuestro forzoso de ciudadanos de Ohio de la zona, y un presupuesto de $300,000 (equivalente a $9.4 millones en 2023) para implementar la legislación. La legislatura territorial de Míchigan respondió con una asignación presupuestaria de $315,000 para financiar su milicia.
En mayo y junio, Míchigan redactó una constitución estatal, con disposiciones para una legislatura bicameral, una corte suprema y otros componentes de un gobierno estatal funcional. El Congreso aún no estaba dispuesto a permitir la entrada de Míchigan en la Unión, y Jackson prometió rechazar la condición de estado de Míchigan hasta que se resolviera el problema fronterizo y la "guerra".
Lucas ordenó a su asistente, Samuel C. Andrews, que realizara un recuento de la milicia, y se le informó que 10,000 voluntarios estaban listos para luchar. Esa noticia se exageró a medida que se transmitía hacia el norte, y poco después, la prensa territorial de Míchigan desafiaba a los "millones" de Ohio a entrar en la Franja mientras les "daban la bienvenida a tumbas hospitalarias".
En junio de 1835, Lucas envió una delegación compuesta por el fiscal de los Estados Unidos, Noah Haynes Swayne, el excongresista William Allen y David T. Disney a Washington D. C. para conferenciar con Jackson. La delegación presentó el caso de Ohio e instó a Jackson a abordar la situación rápidamente.
A lo largo de mediados de 1835, ambos gobiernos continuaron su práctica de superarse mutuamente, y ocurrieron constantes escaramuzas y arrestos. Los ciudadanos del condado de Monroe se unieron en una partida para realizar arrestos en Toledo. Los partidarios de Ohio, enojados por el hostigamiento, apuntaron a los infractores con enjuiciamientos criminales. Las demandas eran abundantes y servían como base para demandas retaliatorias del lado contrario. Los partidarios de ambos lados organizaron grupos de espionaje para rastrear a los sheriffs del condado de Wood, Ohio, y del condado de Monroe, Míchigan, que estaban encargados de la seguridad de la frontera.
El 15 de julio, el sheriff adjunto del condado de Monroe, Míchigan, Joseph Wood, fue a Toledo para arrestar al mayor Benjamin Stickney, pero cuando Stickney y su familia resistieron, toda la familia fue sometida y llevada bajo custodia. Durante la pelea, el hijo del mayor, Two Stickney, apuñaló a Wood con una pluma y huyó a Ohio. Las heridas de Wood no eran potencialmente mortales. Cuando Lucas se negó a la demanda de Mason de extraditar a Two Stickney a Míchigan para ser juzgado, Mason escribió a Jackson para pedir ayuda, sugiriendo que el asunto se remitiera a la Corte Suprema de los Estados Unidos. En el momento del conflicto no estaba establecido que la Corte Suprema pudiera resolver disputas fronterizas estatales, y Jackson rechazó la solicitud. Buscando la paz, Lucas comenzó a hacer sus propios esfuerzos para poner fin al conflicto, nuevamente a través de la intervención federal a través de la delegación del Congreso de Ohio.
En agosto de 1835, a instancias de los miembros del Congreso de Ohio, Jackson destituyó a Mason como gobernador territorial de Míchigan y nombró a John S. ("Pequeño Jack") Horner en su lugar. Antes de que llegara su reemplazo, Mason ordenó a 1,000 milicianos de Míchigan que entraran en Toledo y evitaran la simbólicamente importante primera sesión del Tribunal de Apelaciones Comunes de Ohio. Si bien la idea fue popular entre los residentes de Míchigan, el esfuerzo fracasó: los jueces celebraron una corte a medianoche antes de retirarse rápidamente al sur del río Maumee, donde estaban posicionadas las fuerzas de Ohio.

### Convención de Frostbitten y el final de la Guerra de Toledo
Horner término siendo impopular como gobernador y su mandato fue muy breve. Los residentes lo despreciaban tanto que lo quemaron en efigie y lo apedrearon con verduras a su entrada en la capital territorial. En las elecciones de octubre de 1835, los votantes aprobaron el borrador de la constitución y reeligieron a Mason como gobernador. En la misma elección, Isaac E. Crary fue elegido como el primer representante de los Estados Unidos de Míchigan en el Congreso. Debido a la disputa, el Congreso se negó a aceptar sus credenciales y lo sentó como delegado sin derecho a voto. Los dos senadores de los Estados Unidos elegidos por la legislatura estatal en noviembre, Lucius Lyon y John Norvell, fueron tratados con aún menos respeto, permitiéndoles sentarse solo como espectadores en la galería del Senado.

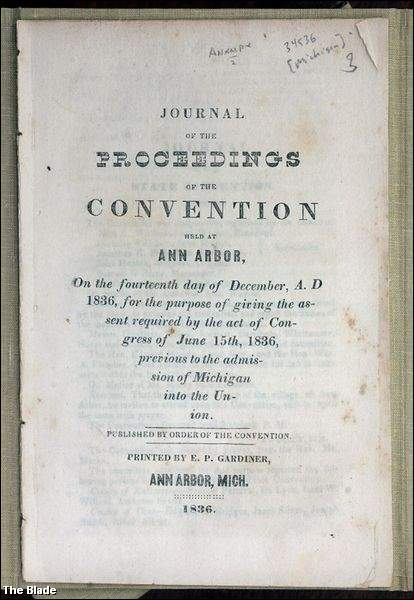
Diario de la Convención Territorial de Míchigan de 1836, frecuentemente llamada la Convención de Frostbitten.

El 15 de junio de 1836, Jackson firmó un proyecto de ley que permitía a Míchigan convertirse en un estado, pero solo después de que cediera la Franja de Toledo. A cambio de esta concesión, a Míchigan se le otorgaría las tres cuartas partes occidentales de lo que ahora se conoce como la Península Superior (la porción más oriental ya había sido incluida en los límites del estado). Debido a la percepción de la inutilidad del remoto desierto de la Península Superior, que no era adecuado para la agricultura, una convención especial en Ann Arbor en septiembre de 1836 rechazó la oferta.
A medida que avanzaba el año, Míchigan se encontraba en una profunda crisis financiera, casi en bancarrota debido a los altos gastos de la milicia. El gobierno fue impulsado a actuar por la realización de que un superávit de $400,000 ($12 millones en 2023) en el Tesoro de los Estados Unidos estaba a punto de ser distribuido a los 25 estados pero no a los gobiernos territoriales; Míchigan no sería elegible para recibir una parte.

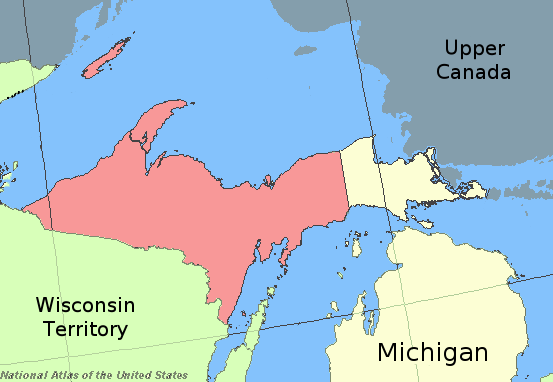
La Península Superior de Míchigan. El Congreso ofreció la región en rojo al estado de Míchigan a cambio de la Franja de Toledo, como compromiso.

La "guerra" terminó extraoficialmente el 14 de diciembre de 1836, en una segunda convención en Ann Arbor. Los delegados aprobaron una resolución para aceptar los términos del Congreso. La convocatoria de la convención en sí fue controvertida. Se produjo solo debido a una ola de citaciones privadas, peticiones y reuniones públicas. Dado que la legislatura no aprobó una convocatoria para la convención, algunos dijeron que la convención era ilegal. Los whigs boicotearon la convención. Como consecuencia, la resolución fue ridiculizada por muchos residentes de Míchigan. El Congreso cuestionó la legalidad de la convención, pero aceptó sus resultados. Debido a estos factores, así como a una notable ola de frío, el evento se conoció como la Convención de Frostbitten.
El 26 de enero de 1837, Míchigan fue admitido en la Unión como el estado número 26, sin la Franja de Toledo pero con toda la Península Superior.

## Acontecimientos posteriores
La Franja de Toledo se convirtió en una parte permanente de Ohio. La Península Superior fue considerada un desierto sin valor por casi todos los que estaban familiarizados con el área, valiosa solo por su madera y la caza de pieles. Sin embargo, el descubrimiento de cobre en la Península de Keweenaw y de hierro en la parte central de la Península Superior en la década de 1840 llevó a un auge minero que duró hasta bien entrado el siglo XX. La pérdida de 1,100 millas cuadradas (2,800 km²) de tierras agrícolas y el puerto de Toledo para Míchigan se compensó con la ganancia de 9,000 millas cuadradas (23,000 km²) de tierras ricas en madera y minerales.
Las diferencias de opinión sobre la ubicación exacta de la frontera continuaron hasta que se realizó una nueva encuesta definitiva en 1915. Por lo general, el protocolo de reencuestas requería que los topógrafos siguieran la línea Harris exactamente; no obstante, en este caso, los topógrafos se desviaron de ella en algunos lugares. Esto se realizó para evitar que ciertos residentes cerca de la frontera se vieran sujetos a cambios en la residencia estatal y que los propietarios de tierras tuvieran parcelas en ambos estados. La encuesta de 1915 se delineó con 71 marcadores de granito, de 12 pulgadas (30 cm) de ancho por 18 pulgadas (46 cm) de alto. Al completarse, los gobernadores de los dos estados, Woodbridge N. Ferris de Míchigan y Frank B. Willis de Ohio, se dieron la mano en la frontera.
Aún se pueden ver rastros de la Línea de la Ordenanza original en el noroeste de Ohio y el norte de Indiana. Las fronteras más al norte de los condados de Ottawa y Wood la siguen, al igual que muchas fronteras de municipios en los condados de Fulton y Williams. Muchas carreteras antiguas de norte a sur están desplazadas al cruzar la línea, obligando al tráfico a desviarse hacia el este mientras viaja hacia el norte. La línea está identificada en los mapas topográficos del Servicio Geológico de Estados Unidos como el "South [Boundary] Míchigan Survey", y en los mapas de carreteras de los condados de Lucas y Fulton como "Old State Line Road".
Aunque la frontera terrestre se estableció firmemente a principios del siglo XX, los dos estados aún no estaban de acuerdo sobre el trazado de la frontera hacia el este, en el lago Erie. En 1973, finalmente obtuvieron una audiencia ante la Corte Suprema de los Estados Unidos sobre sus reclamaciones competidoras sobre las aguas del lago Erie. En Míchigan contra Ohio, la corte sostuvo el informe de un ayudante extraordinario del juez y dictaminó que la frontera entre los dos estados en el lago Erie estaba inclinada hacia el noreste, como se describe en la constitución del estado de Ohio, y no en una línea recta de este a oeste. Una consecuencia de la decisión fue que la Isla de la Tortuga, justo fuera de la Bahía de Maumee y originalmente tratada como totalmente perteneciente a Míchigan, se dividió entre los dos estados.

Esta decisión fue el último ajuste fronterizo, poniendo fin a años de debate. En la actualidad, aunque persiste una rivalidad general entre los habitantes de Míchigan y Ohio, el conflicto abierto entre los estados se restringe principalmente a la rivalidad entre Míchigan y Ohio State en el fútbol americano universitario y, en menor medida, a la rivalidad entre los Detroit Tigers y los Cleveland Guardians en el béisbol de la Liga Americana. La Guerra de Toledo a veces se menciona como el origen de la animosidad representada en la rivalidad actual.

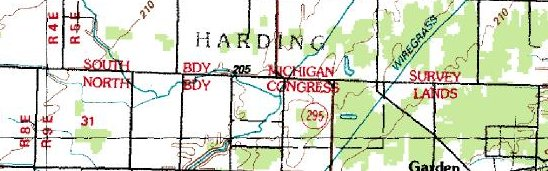
Mapa topográfico del USGS que muestra la Línea de la Ordenanza como "South Bdy Míchigan Survey". Hay desviaciones en muchas carreteras de norte a sur en esta línea.
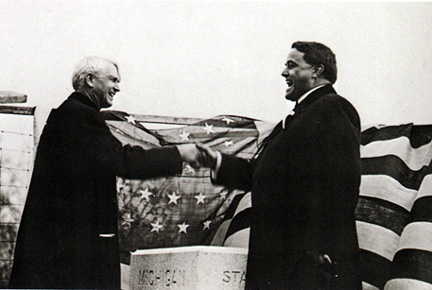
El gobernador de Míchigan, Woodbridge N. Ferris, y el gobernador de Ohio, Frank B. Willis, sellan la tregua sobre los marcadores de la línea estatal erigidos en 1915.
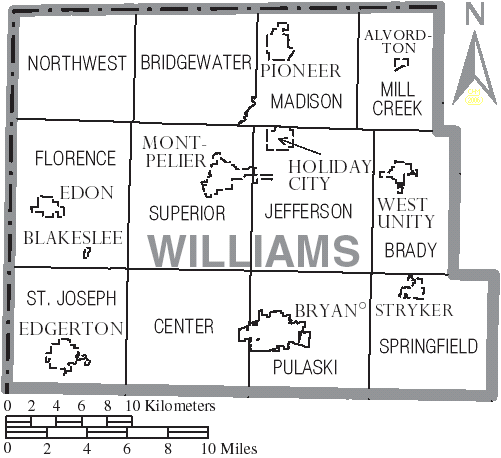
La franja norte de municipios en el condado de Williams está dentro de la Franja de Toledo. La frontera sur de cada uno se encuentra a lo largo de la Línea de la Ordenanza.
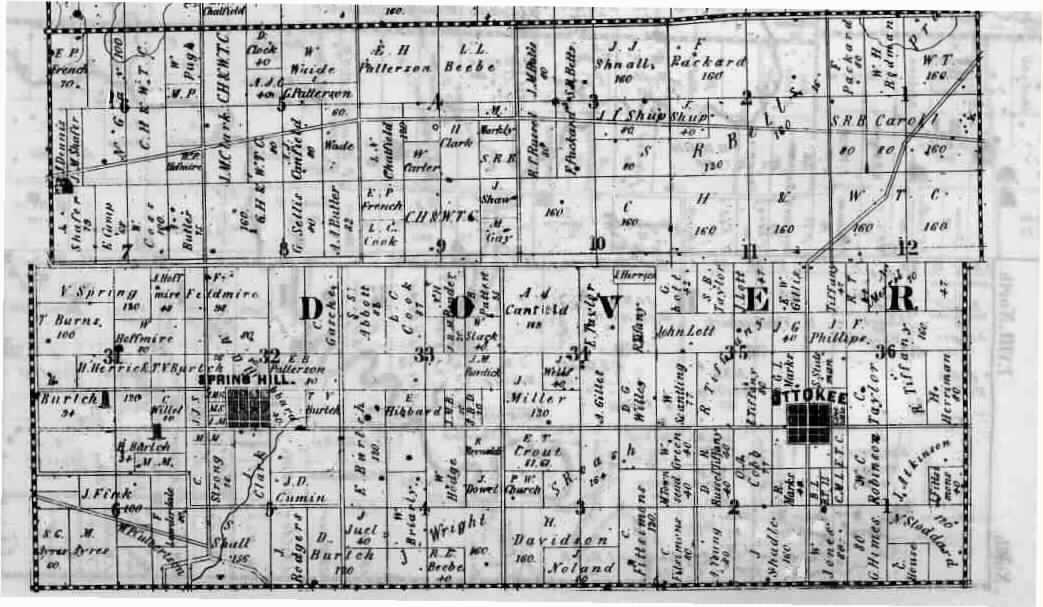
La mitad norte del municipio de Dover en el condado de Fulton, Ohio, anteriormente reclamado por Míchigan, se desplaza, o "se desvía", en "Old State Line Road", ahora County Road K.

## Obras citadas
- Adams, John Quincy (1876).  Charles Francis Adams, ed. Memoirs of John Quincy Adams: Comprising Portions of His Diary from 1795 to 1848 (en inglés). Filadelfia: J. B. Lippincott & Co. p. 214. Consultado el 6 de abril de 2012. «Nunca en el curso de mi vida he conocido una controversia de la que todo el derecho.»
- Allen, R. C (30 de julio de 1916). «Biennial Report of the Directory and Report on Retracement and Report on Retracement Permanent Monumenting of the Michigan–Ohio Boundary». Michigan Geological and Biological Survey. Geological Series (en inglés) (Lansing, MI: Wynkoop Hallenbeck Crawford Co.). OCLC 11743219.
- Dunbar, Willis F; May, George S (1995). Michigan: A History of the Wolverine State (en inglés). Grand Rapids, MI: Eerdmans. ISBN 978-0-8028-7055-1.
- Emmanuel, Greg (1960). «Hate: The Early Years». The 100-Yard War: Inside the 100-Year-Old Michigan–Ohio State Football Rivalry (en inglés). Nueva York: John Wiley & Sons. pp. 9-10. ISBN 0-471-67552-0.
- Galloway, Tod B (1895). «The Ohio-Michigan Boundary Line Dispute». Ohio Archaeological and Historical Quarterly (en inglés) 4 (213). OCLC 44843819.
- Meinig, D. W (1993). The Shaping of America: A Geographical Perspective on 500 Years of History. Volume 2, Continental America, 1800–1867 (en inglés). New Haven, CT: Yale University Press. ISBN 0-300-05658-3.
- Mendenhall, T. C; Graham, A. A (1895). «Boundary Line Between Ohio and Indiana, and Between Ohio and Michigan». Ohio Archaeological and Historical Quarterly (en inglés) 4: 127. OCLC 44843819.
- Mitchell, Gordon (2004). «History Corner: Ohio–Michigan Boundary War, Part 2». Professional Surveyor Magazine (en inglés) 24 (7): 7. Archivado desde el original el 23 de agosto de 2007.
- Way, Willard V (1869). Facts and Historical Events of the Toledo War of 1835 (en inglés). Toledo: Daily Commercial Steam Book and Job Printing House. OCLC 490964723.
- Wittke, Karl (1895). «The Ohio-Michigan Boundary Dispute Re-examined». Ohio Archaeological and Historical Quarterly (en inglés) 45: 299. OCLC 44843819.

## Lectura complementaria
- Bulkley, John McClelland (1913). «Toledo War». History of Monroe County, Michigan: A Narrative Account of Its Historical Progress, Its People, and Its Principal Interests (en inglés). Chicago: Lewis Publishing. pp. 137-161. Consultado el 8 de mayo de 2006.
- Faber, Don (2008). The Toledo War: The First Michigan–Ohio Rivalry (en inglés). Ann Arbor: University of Michigan Press. ISBN 978-0-472-07054-1.
- Google (9 de junio de 2015). «Map Showing Jog from West to East for Northerly Traffic and Indicating the Approximate Location of the Original Boundary Line». Google Maps (en inglés). Consultado el 9 de junoi de 2015.
- Greene, Merritt (1960). Curse of the White Panther: A Story of the Days of the Toledo War (en inglés). Hillsdale, MI: Hillsdale School Supply.
- Hemans, Lawton T (1920). Life and Times of Stevens Thomson Mason: The Boy Governor of Michigan (en inglés). Lansing: Michigan Historical Commission.
- Karl-George, Mary (1971). The Rise and Fall of Toledo, Michigan: The Toledo War! (en inglés). Lansing: Michigan Historical Commission.
- Michigan Department of Natural Resources. «Michigan Becomes a State» (en inglés). Ann Arbor. Michigan Department of Natural Resources. Archivado desde el original el 25 de marzo de 2006.
- Naldrett, Alan. Holy Toledo! Or the Continuing War Between Ohio and Michigan ... (en inglés). Condado de Macomb, Michigan. Archivado desde el original el 10 de septiembre de 2008.
- «Toledo War». Ohio History Connection (en inglés).
- «ToledoWar.com» (en inglés). 14 de abril de 2005. ToledoWar.com. Archivado desde el original el 6 de marzo de 2008.
- Tuttle, Charles R (1873). «Chapter XXXI». General History of the State of Michigan: With Biographical Sketches, Portrait Engravings, and Numerous Illustrations (en inglés). Detroit: R.D.S. Tyler. pp. 448-479. ISBN 0-665-42277-6. Consultado el 8 de mayo de 2006.
- Congreso de los Estados Unidos (1860). «Thursday, June 5, 1843, 'Northern Boundary of Ohio'». Abridgment of the Debates of Congress, from 1789 to 1856 (en inglés). Nueva York: D. Appleton. pp. 367-370. ISBN 1-4255-6619-7. Consultado el 8 de mayo de 2006.